# PNA Prefecto Derbes (GC-28)
El PNA Prefecto Derbes (GC-28) es un patrullero de la clase Halcón de la Prefectura Naval Argentina. Fue puesto en grada en 1981 por la Empresa Nacional Bazán en Ferrol; fue botado el 16 de junio de 1982 y puesto en servicio el 20 de noviembre de 1983. Tiene una eslora de 67 m, una manga de 10,5 m y un calado de 4,2 m. Desplaza 910 t a plena carga. Está propulsado por dos motores diésel que le permiten alcanzar una velocidad de 21 nudos. Su arma es un cañón de calibre 40 mm.
Su nombre homenajea al prefecto Pedro Derbes, relacionado con las primeras actividades de la prefectura en Puerto Madryn.
En 2009 fue ordenado su traslado del Puerto de Bahía Blanca a Puerto Madryn (Chubut) por razones estratégicas vinculadas a la lucha contra la pesca ilegal. desde 2009 a 2011 su capitán fue el prefecto principal Gabriel Bello, siendo este sucedido por el prefecto Figueredo